# Mennighüffen
Mennighüffen is een stadsdeel van de Duitse gemeente Löhne, deelstaat Noordrijn-Westfalen, en telt 10.041 inwoners (1 januari 2021).
Het stadsdeel beslaat het noordelijk gedeelte van de gemeente. Het bestaat uit de dorpen Mennighüffen, Besebruch, Grimminghausen, Halstern, Krell, Ostscheid en Westscheid. Deze dorpen zijn grotendeels langgerekte, uit lintbebouwing langs straatwegen ontstane nederzettingen, die door de toename van de bevolking in de 20e eeuw aan elkaar zijn vastgegroeid. Waar geen bebouwing is, is de (zeer vruchtbare) grond steeds voor de landbouw in gebruik gebleven. Door het gebied stromen enige beken, die voor de waterhuishouding en vanwege hun natuurwaarde (zeldzame vogels e.d.) van belang zijn.
In 1055 wordt Mennighüffen voor het eerst in een document vermeld. In 1347 wordt het vermeld als parochie met eigen kerk. In 1530 werd de bevolking ten gevolge van de Reformatie evangelisch-luthers.

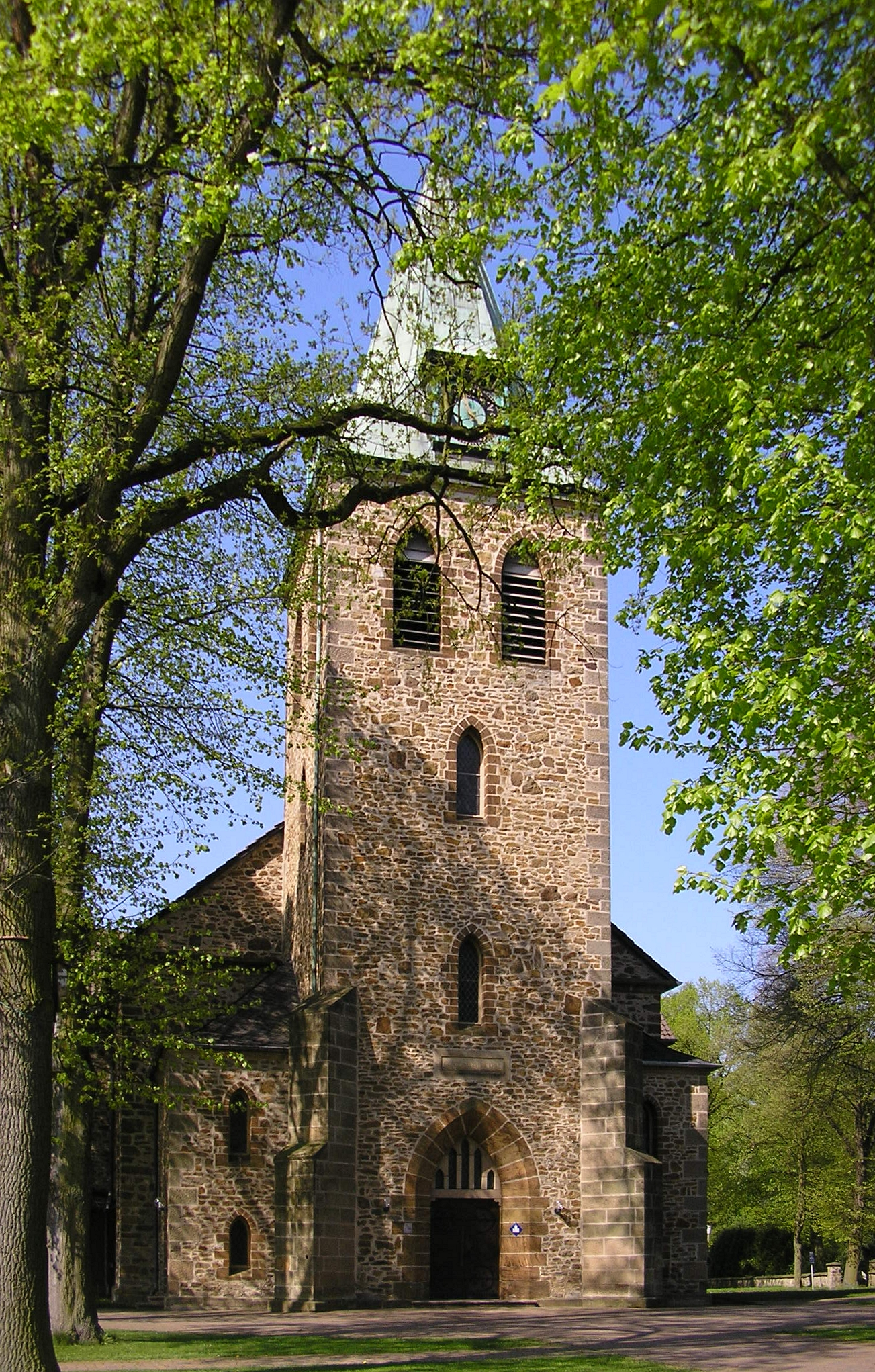
Evang.-lutherse kerk Mennighüffen (ca. 1821; toren gedeeltelijk middeleeuws)
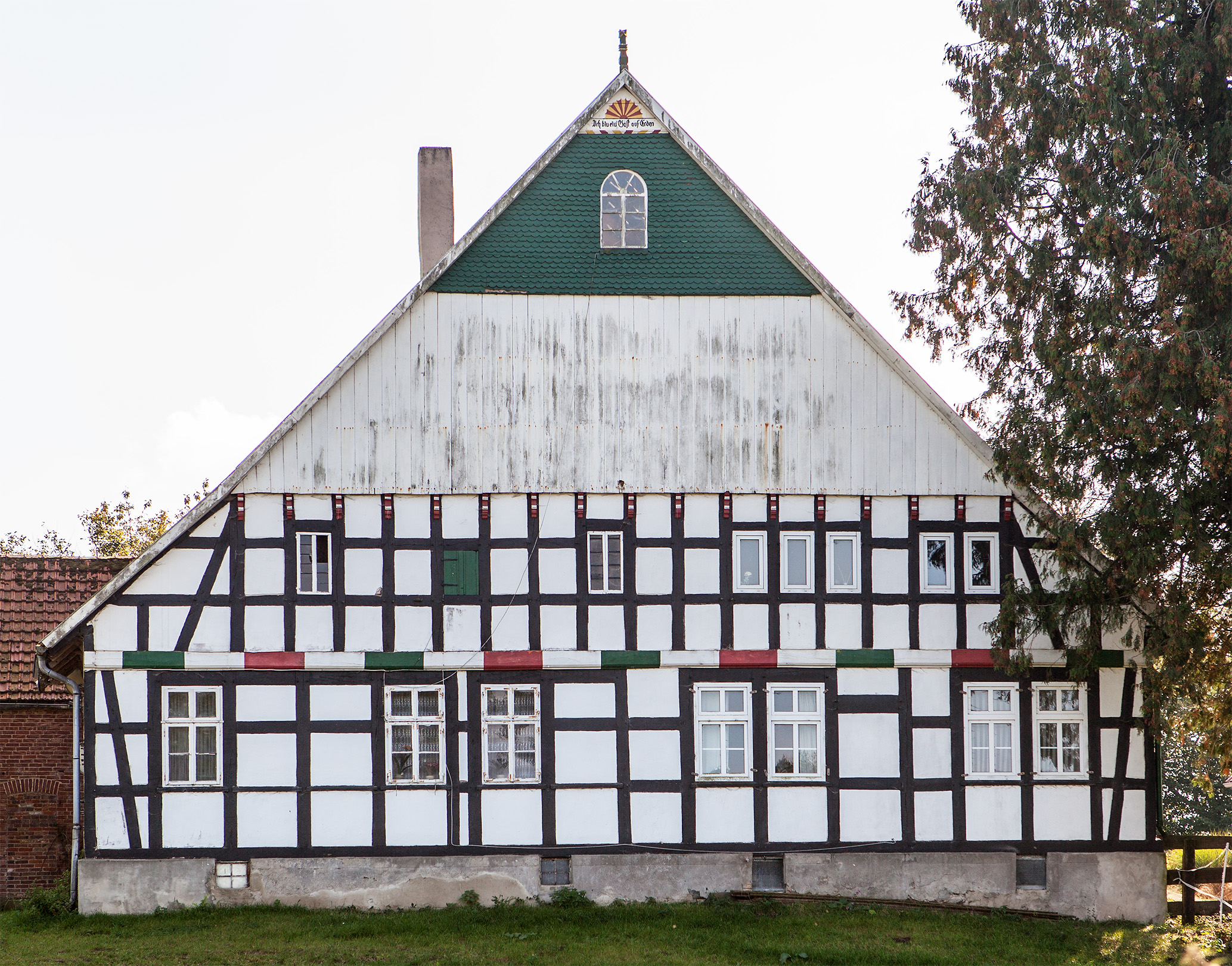
Monumentale boerderij, Alter Salzweg 72